# Piper desultorium
Piper desultorium är en pepparväxtart som beskrevs av William Trelease. Piper desultorium ingår i släktet Piper och familjen pepparväxter. Inga underarter finns listade i Catalogue of Life.